# Juan Nogueira
Juan Nogueira (São Paulo, 1 de maio de 1988) é um pugilista brasileiro.
Juan foi o primeiro pugilista da história do Brasil na categoria pesado a se classificar para um um jogos olímpicos, começou a treinar aos 14 anos, foi medalha de bronze nos jogos Pan-Americanos u19 de Buenos Aires 2006, Jogos Sul-americanos do Chile 2014 e duas medalhas em Continentais. Teve uma pausa no esporte para trabalhar. Fez trabalhos como ator de teatro e bartender. Retomou os treinos e conseguiu se classificar para os Jogos Olímpicos de Verão de 2016.

## Outras conquistas
- Medalha de bronze - Jogos Sul-Americanos 2014 - Santiago, CHI
- 9º lugar Jogos Olímpicos 2016
- Bronze Continental - Tijuana MEX
- Medalha de ouro - Cheo Aponte 2013 - Salinas, PUE
- Medalha de ouro - Copa Olímpica 2013 - San Juan, PUE
- Medalha de bronze - Torneio Continental Masculino - Vargas, VEN
- Medalha de ouro - Torneio Cheo Aponte 2015 - Porto Rico[3]